# بوإحيا (تورار)
بوإحيا هو دُوَّار يقع بجماعة أمسكروض، عمالة أكادير إدا وتنان، جهة سوس ماسة في المملكة المغربية. ينتمي الدوّار لمشيخة تورار التي تضم 8 دواوير. يقدر عدد سكانه بـ 661 نسمة حسب الإحصاء الرسمي للسكان والسكنى لسنة 2004.

## روابط خارجية
- البوابة الوطنية للجماعات الترابية نسخة محفوظة 12 مارس 2018 على موقع واي باك مشين.
- المندوبية السامية للتخطيط